# Asterix & Obelix in het Middenrijk
Asterix & Obelix in het Middenrijk (originele titel: Astérix et Obélix: l'Empire du Milieu) is een Franse komische liveaction-avonturenfilm uit 2023, geregisseerd door Guillaume Canet, die ook de rol speelt van Asterix. De film is het vijfde deel in de Asterix-liveaction-filmreeks.
De film had een budget van 65 miljoen euro. Aanvankelijk was het de bedoeling opnames te maken in China, maar vanwege de coronapandemie werd uitgeweken naar Frankrijk. In de voorgaande Asterix-films speelde Gérard Depardieu de rol van Obelix, maar in deze film is gekozen voor de acteur Gilles Lellouche.

## Verhaal
Wanneer de keizerin van China gevangen is genomen, reist de prinses samen met een Egyptenaar die zich voordoet als Galliër Geintjemis naar Gallië om hulp te vragen aan Asterix & Obelix om de keizerin te bevrijden. Samen met Idéfix gaan Asterix en Obelix op reis naar China om de keizerin te redden. Maar ze zijn niet de enigen want Julius Caesar wil keizer worden van China.

## Rolverdeling
- Asterix: Guillaume Canet
- Obelix: Gilles Lellouche
- Geintjemis: Jonathan Cohen
- Caesar: Vincent Cassel
- Cleopatra: Marion Cotillard
- Baba de piraat: Isa Doumba
- Walhalla: Angèle Van Laeken

### Nederlandse nasynchronisatie
- Asterix: Buddy Vedder
- Obelix: Frank Lammers
- Heroïx: Simon Zwiers
- Geintjemis: Fedja van Huêt
- Cleopatra: Vajèn van den Bosch

Er werd gekozen voor een verjonging van de hoofdrolspelers. Zoals in de vorige films draafden weer verschillende beroemdheden op voor een kleine gastrol, waaronder de Belgische zangeres Angèle.

## Productie
Anne Goscinny, de dochter van René Goscinny, ging enkel akkoord met een vijfde liveaction film op voorwaarde dat het ging om een reboot met een scenario dat niet was gebaseerd op een van de strips. Voor de regie werd uiteindelijk gekozen voor Guillaume Canet nadat eerder Michel Hazanavicius en Franck Gastambide in beeld waren. 
De opnamen zouden normaal beginnen in 2019 in China. Maar daar was net de coronaepidemie uitgebroken. Daarom werd de film gedraaid in een Franse studio. Buitenopnamen gebeurden in Frankrijk, met uitzondering van een scène in de Marokkaanse woestijn. De scènes die zich afspelen in de Himalaya werden gedraaid in het Centraal Massief in Frankrijk. De opnamen duurden in totaal 17 weken. Door slecht weer lagen de opnamen herhaaldelijk stil.

## Boek
Van het verhaal werd in 2023 een geïllustreerd verhaal gemaakt onder de titel Het Middenrijk (ISBN 9782864976455). Het scenario komt van Olivier Gay, de illustraties van Fabrice Tarrin.